# Vrba (gmina Pljevlja)
Vrba (cyr. Врба) – wieś w Czarnogórze, w gminie Pljevlja. W 2011 roku liczyła 16 mieszkańców.